# Geografía de la Sierra de Pachuca
La geografía de la Sierra de Pachuca toma en cuenta la geografía física de la Sierra de Pachuca, sierra ubicada en el Eje Neovolcánico y que constituye a los municipios de Actopan, El Arenal, Epazoyucan, Huasca de Ocampo, Mineral del Chico, Mineral del Monte, Mineral de la Reforma, Omitlán de Juárez, Pachuca de Soto y San Agustín Tlaxiaca.

## Geología

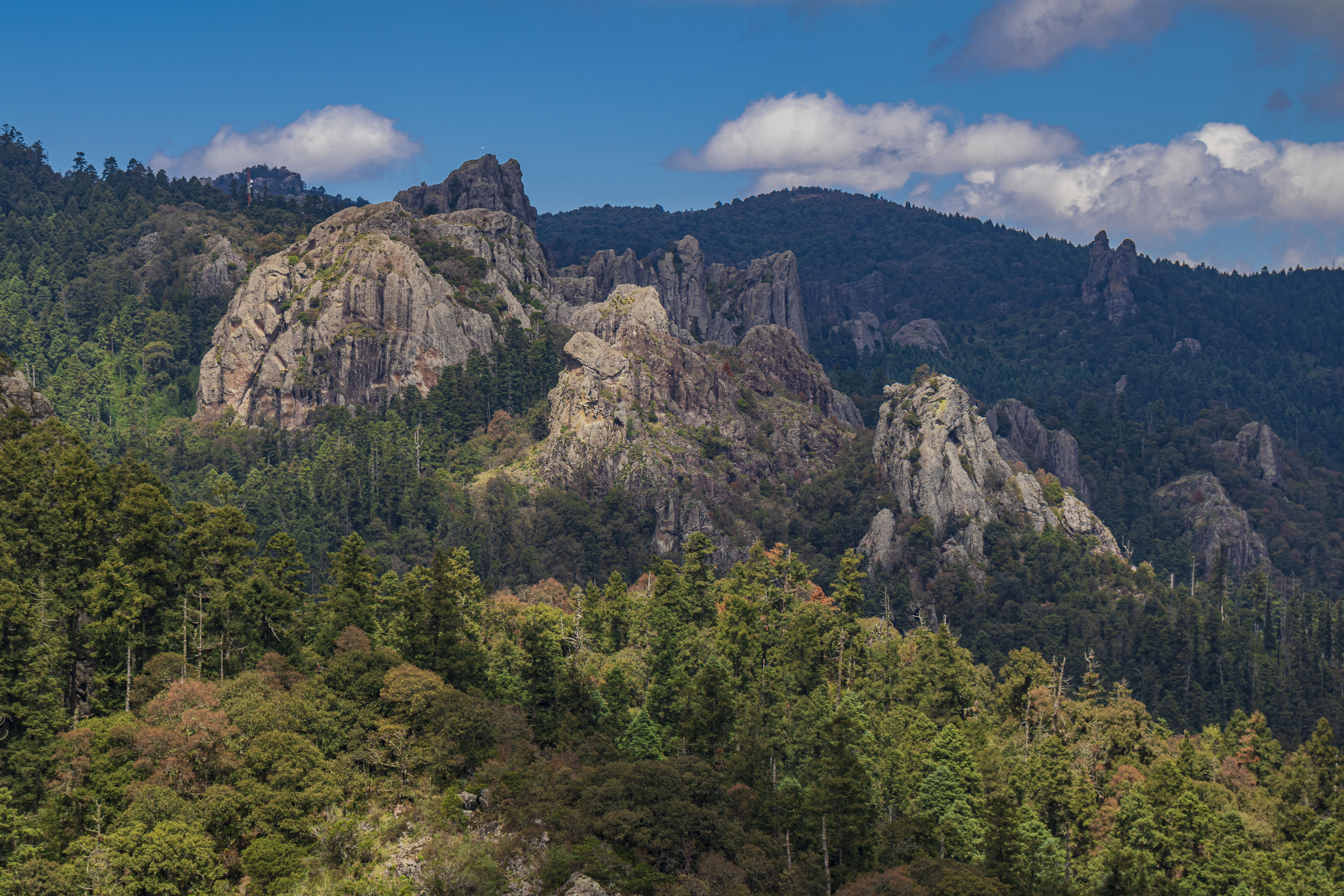
Vista del Parque nacional El Chico, enclavado en la Sierra de Pachuca

La Sierra de Pachuca está conformada por rocas eruptivas terciarias, las cuáles se dividen en riolitas, andesitas y basaltos que crean áreas extensas en la sierra, las andesitas son las rocas predominantes halladas en las vetas de los distritos mineros de Pachuca-Real del Monte, Mineral del Chico y Capula.

### Yacimientos metalúrgicos
En la sierra se han hallado distintos yacimientos metalúrgicos, caracterizados por plata y oro en la zona norte de Pachuca de Soto, Mineral del Monte, Mineral del Chico, Mineral de la Reforma y Omitlán de Juárez.

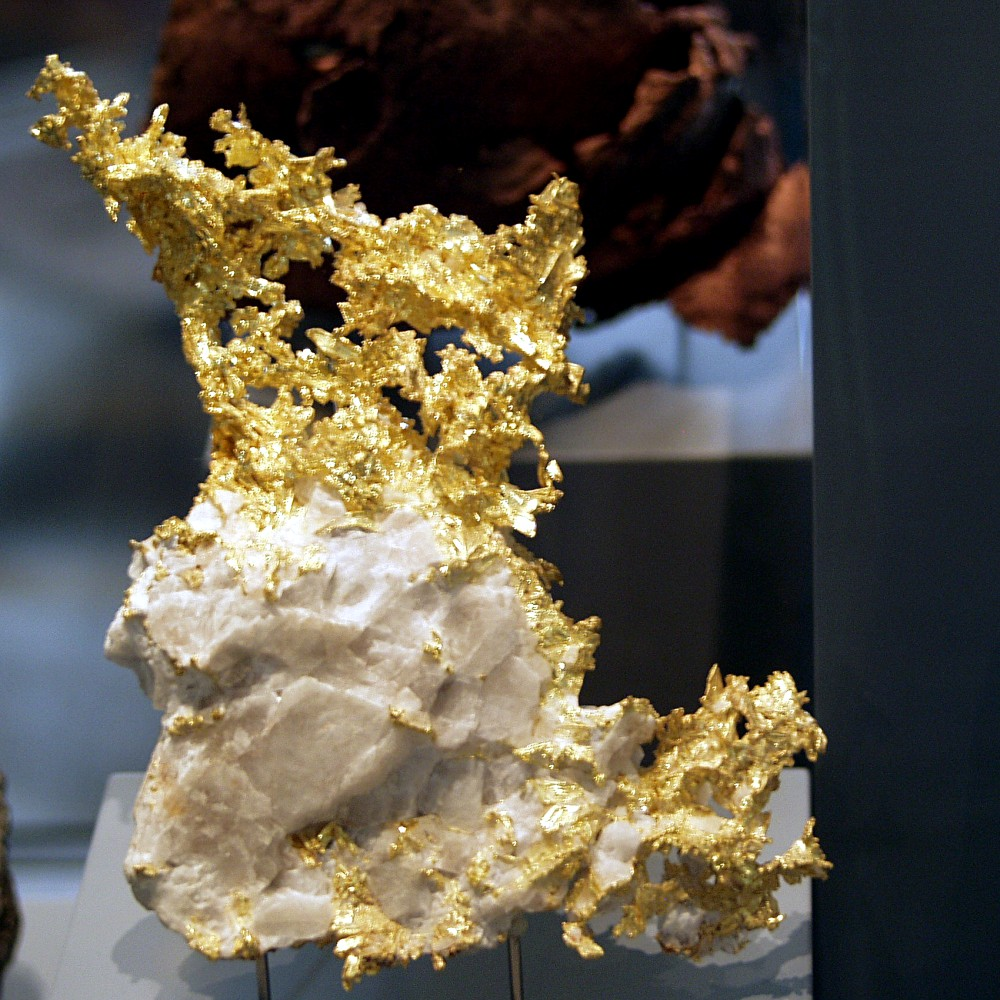
Ejemplar de oro nativo, mineral valioso en el distrito minero

#### Vetas
El relleno de las vetas en el distrito está compuesto por diversas variaciones de cuarzo, las fracturas se encuentran unidas lo que crea 4 grupos, cada uno caracterizado por una veta principal y sus ramales (vetillas) o vetas secundarias de menor importancia, siendo estos: Fractura de la veta Vizcaína, la fractura de El Cristo, la fractura de Analcos y la fractura de Santa Gertrudis. Normalmente, las vetas del distrito se caracterizan por su valor metalúrgico y extensión pero no en su ancho, ya que raramente superan los 7 metros como en el caso de la veta Vizcaína, considerada como la veta madre del distrito y con una longitud de 16 kilómetros (desde la falda noroeste del cerro de San Cristóbal hasta el valle de Tezoantla), la veta de El Cristo posee una longitud de 4 kilómetros (se oculta en las labradoritas del cerro de San Cristóbal) y la de Analcos con 6 kilómetros. El distrito se divide en dos zonas mineralizadas: la zona de óxidos y la de sulfuros.

#### Zonas Minerales

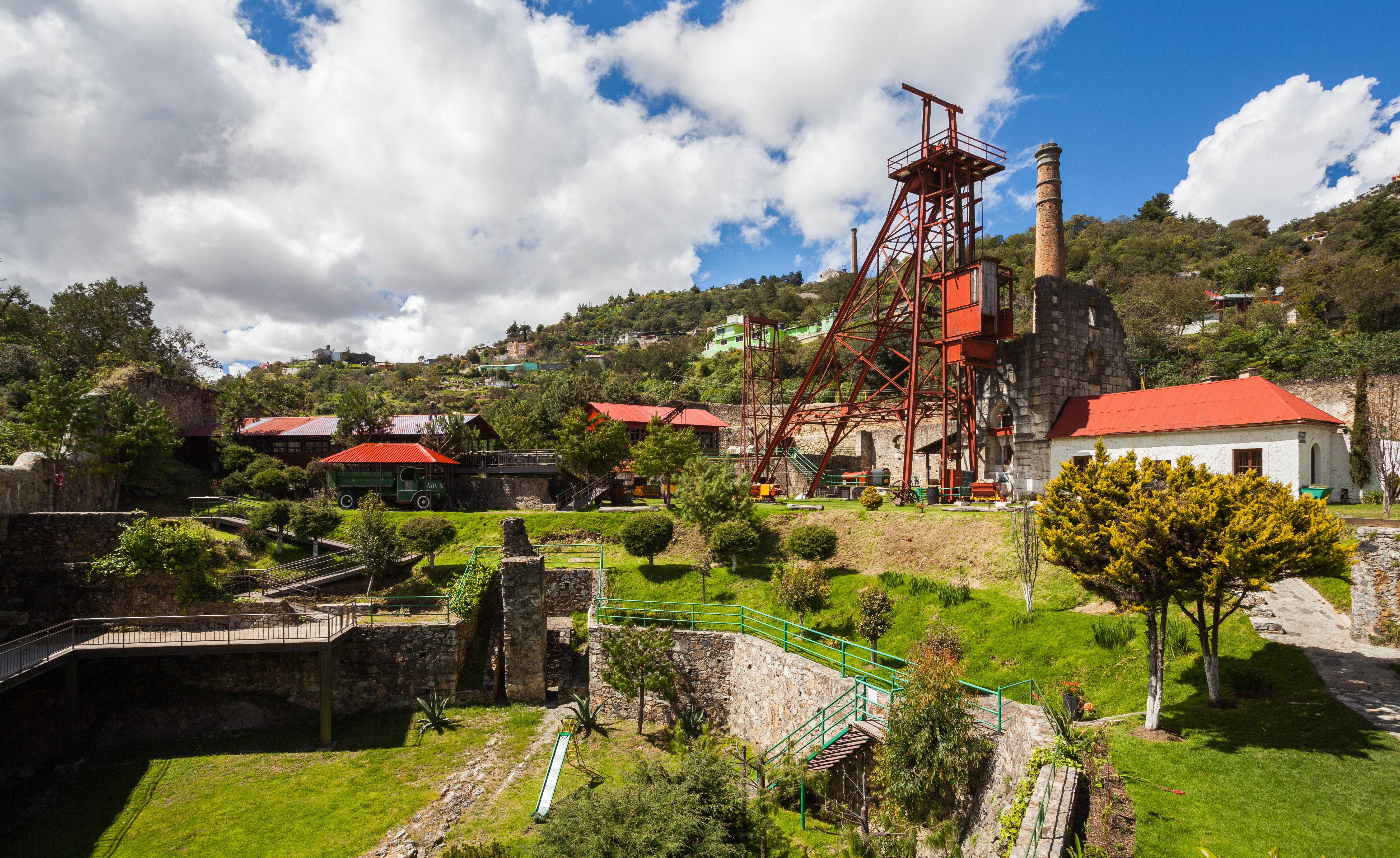
La mina de Acosta en Mineral del Monte

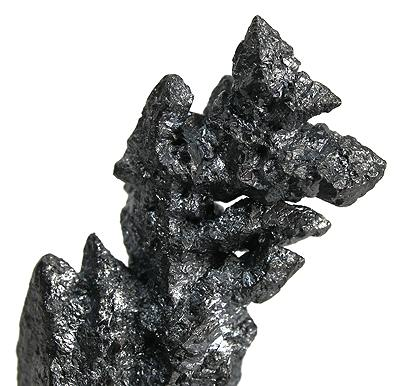
Mineral de acantita con polimorfo de argentita, sulfuros de plata comunes en la región

- Zona de oxidación: La zona de oxidación (coloquialmente conocida como zona de quemazones) es apodada así debido a la presencia de óxidos ferrosos y de manganeso en la parte sedimentada de las vetas, tiene valores escasos en plata pero ricos en oro lo que vuelve a estos metales de ley poco costeables para su extracción, estos minerales de plata al tener concentraciones de azufre se vuelven oscuros recibiendo el nombre de quemazones.[1]

- Zona de metales negros: Esta zona es característica debido a la presencia de óxidos de manganeso y plata, conteniendo valores muy altos en plata y cobre pero bajos en oro, es donde se encuentran la mayoría de minas de plata importantes en la región.[1]

### Rocas y minerales
En la Sierra de Pachuca minerales de ganga como el cuarzo, amatista, calcita, pirita y calcopirita, menas de plata, oro y cobre, sulfuros negros (galena, argentita/acantita, manganeso y antimonio), óxidos de hierro o sulfuros, feldespatos, metales nativos, cloruros y bromuros, teluros, estefanita, polibasita, labradorita y platino, zinc entre otros.

### Edafología
El suelo de la sierra está constituido por suelos de tipo phaeozem en los municipios de Pachuca de Soto, Mineral de la Reforma y San Agustín Tlaxiaca; regosol al norte de dichos municipios así como al sur de Mineral del Monte, de tipo luvisol en los municipios de Mineral del Monte, Omitlán de Juárez, Mineral del Chico y Epazoyucan. Y por último, suelos de tipo cambisol en las zonas más meridionales de la cadena montañosa: en Mineral del Chico, Actopan, El Arenal y Huasca de Ocampo.

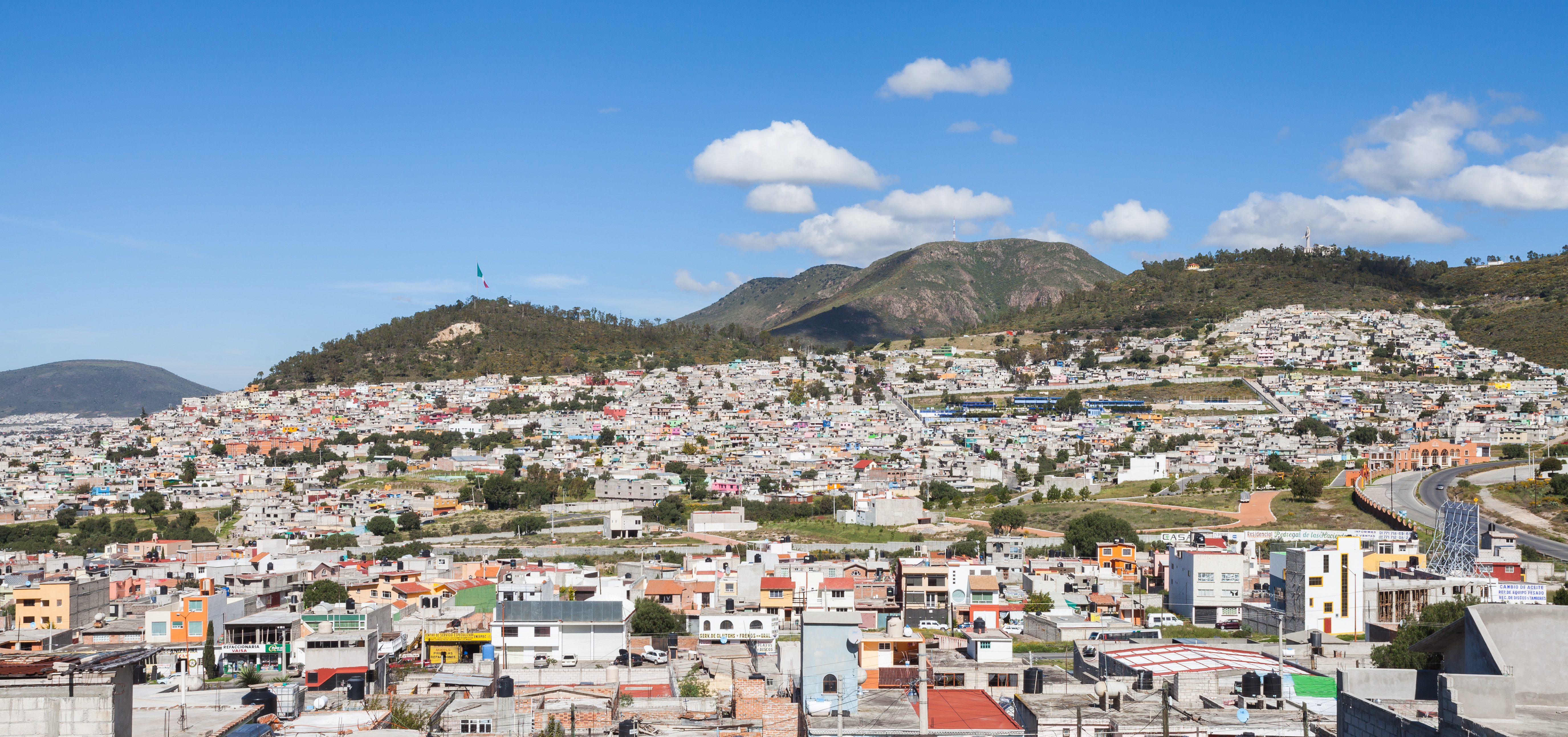
Vista de la ciudad de Pachuca de Soto, capital del Estado de Hidalgo

## Relieve

### Fisiografía
La Sierra de Pachuca es parte del límite noreste del Valle de México, por lo que se considera una ramificación de la Sierra Madre Oriental, en el Eje Neovolcánico. En la parte occidental así como en la cresta, denotan diversos peñascos de gran altura siendo notables desde varios puntos debido a sus formas, la longitud total de la sierra es de aproximadamente 43 kilómetros (desde Los Frailes hasta Las Navajas) y una anchura estimada de 20 kilómetros (desde Pachuca hasta Omitlán).
Las dos vertientes de la sierra poseen distintos aspectos topográficos, el flanco occidental es más escarpado y tiene pendientes más agresivas que chocan en los valles de la cuenca, el flanco oriental tiene una pendiente menor creando barrancos y cañadas lo que crea distintos arroyos y ríos permanentes o temporales.

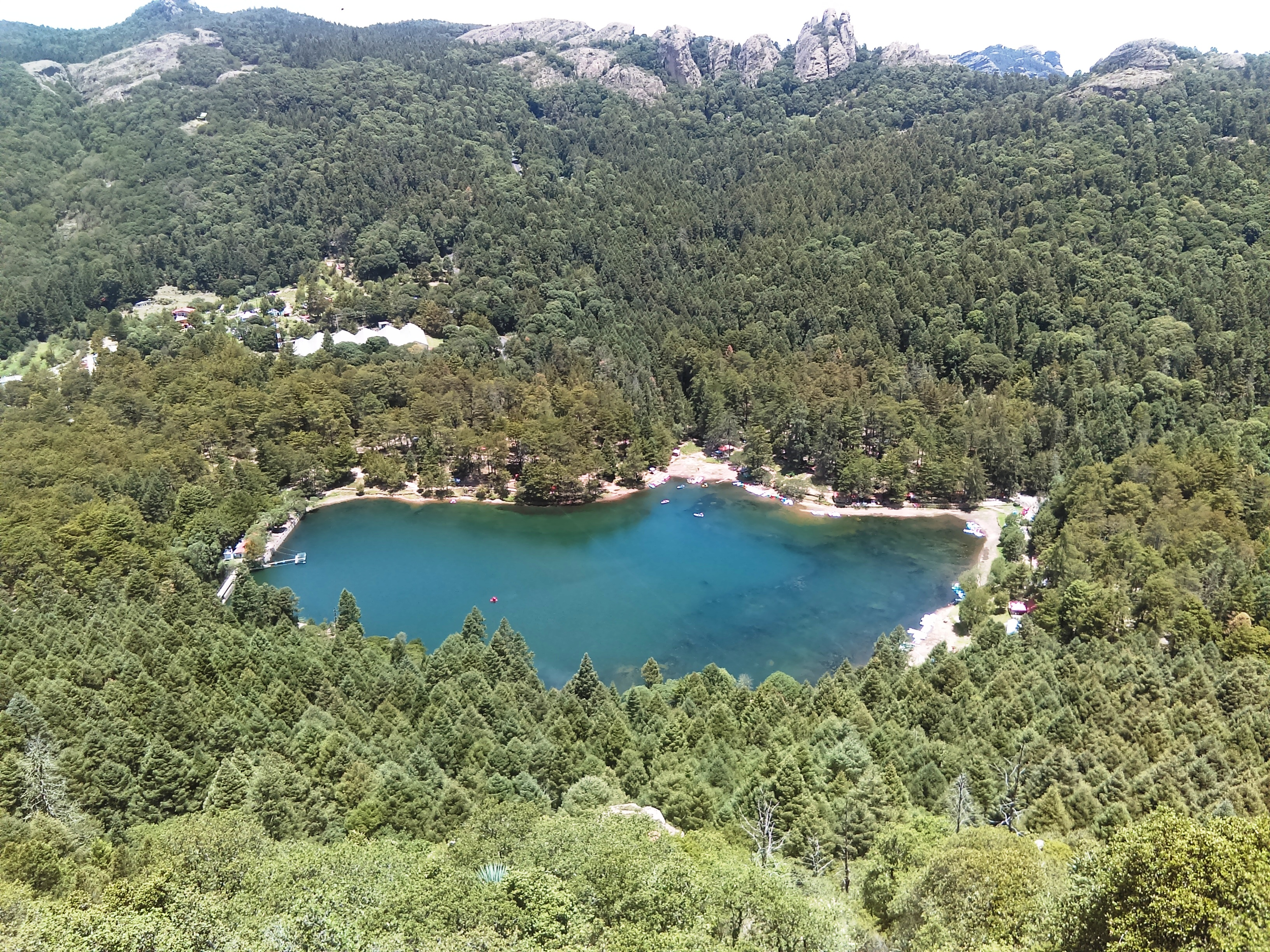
Presa El Cedral en Mineral del Chico, importante atractivo turístico

## Hidrología

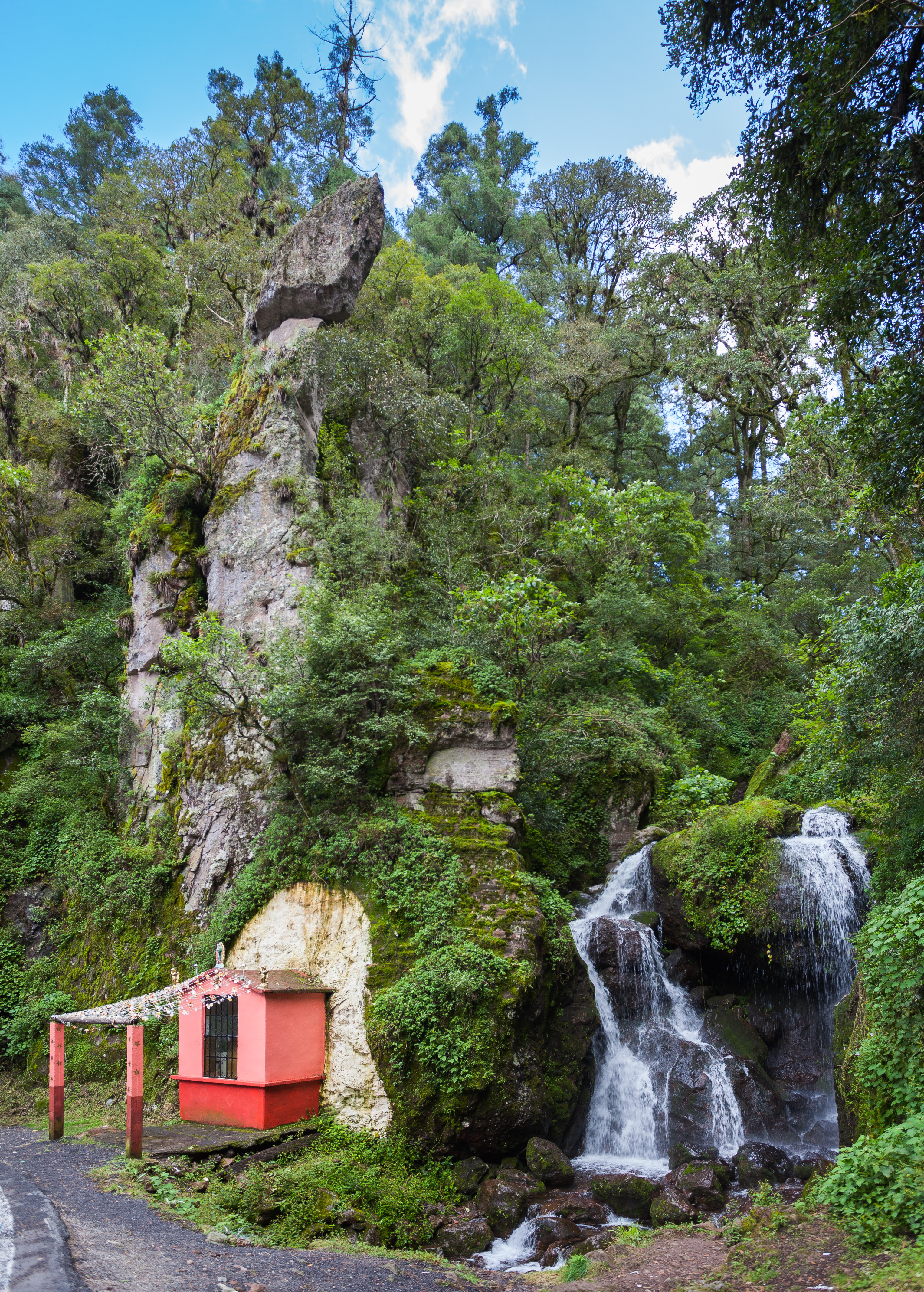
La Cascada Garrido en Mineral del Chico

Hidrológicamente la sierra está posicionada en la región hidrológica del Pánuco y en la cuenca hidrográfica del río Moctezuma, en las subcuencas de los ríos Amajac, Actopan y Tezontepec. 
En las vertientes nacen varios ríos y arroyos que desembocan en el río de las Avenidas o en el río Amajac, uno desembocando en el Gran Canal del Desagüe y el otro siendo un afluente del río Moctezuma que desemboca en el Golfo de México. 

## Clima
Los vientos húmedos y cálidos del Golfo de México llegan a la sierra en dirección norte y noreste, al chocar con ella se elevan a las regiones más frías y provocan una condensación en la cresta lo que provoca el característico clima de Real del Monte y Mineral del Chico, compuesto por neblinas, lloviznas y abundantes precipitaciones lo que crea un clima perfecto para la flora y fauna alpina. En el flanco occidental, la Sierra de Pachuca actúa como una sombra orográfica, el viento que viene del golfo llega frío y seco, desembocando en la cañada de Pachuca; los vientos secos aunado a las pendientes de los cerros crean un entorno semiárido lo que provoca la constante sequía de la zona. 